# Benedykt Kocot
Benedykt Kocot (Chrząstowice, 11 de abril de 1954) es un deportista polaco que compitió en ciclismo en la modalidad de pista, especialista en la prueba de tándem.
Participó en tres Juegos Olímpicos de Verano, entre los años 1972 y 1980, obteniendo una medalla de bronce en Múnich 1972, en la prueba de tándem (haciendo pareja con Andrzej Bek).
Ganó tres medallas en el Campeonato Mundial de Ciclismo en Pista entre los años 1974 y 1976.

## Medallero internacional
| Juegos Olímpicos   | Juegos Olímpicos             | Juegos Olímpicos  | Juegos Olímpicos |
| Año                | Lugar                        | Medalla           | Competición      |
| ------------------ | ---------------------------- | ----------------- | ---------------- |
| 1972               | Múnich ( RFA)                | Medalla de bronce | Tándem           |
| Campeonato Mundial |                              |                   |                  |
| Año                | Lugar                        | Medalla           | Competición      |
| 1974               | Montreal ( Canadá)           | Medalla de bronce | Tándem (A)       |
| 1975               | Rocourt ( Bélgica)           | Medalla de oro    | Tándem (A)       |
| 1976               | Monteroni di Lecce ( Italia) | Medalla de oro    | Tándem (A)       |